# Rukmini

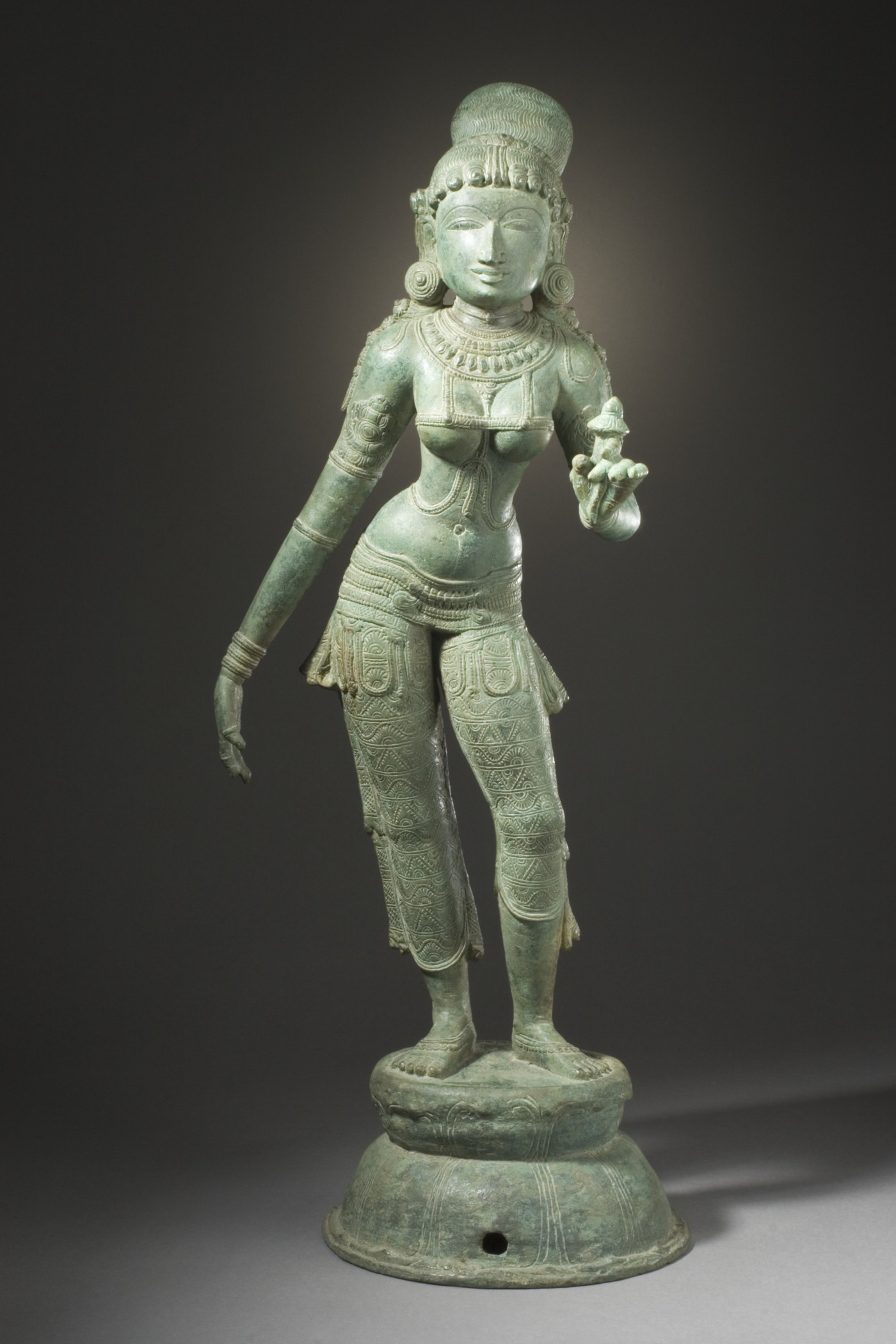
Rukmini, Chola-Bronze (11./12. Jh.)

Rukmini (Sanskrit रुक्मिणी Rukmiṇī) ist ein weiblicher Vorname indischer Herkunft und bedeutet „die Goldene“. Rukmini ist einer der Beinamen der Göttin Lakshmi. Je nach Region wird sie auch Vaidarbhi, Bhaishmi oder Rakhumai genannt.

## Mythologie
In der indischen Mythologie, dem Bhagavatapurana und im Mahabharata ist Rukmini die Tochter des Bhishmaka und die Gattin des Krishna. Dieser begehrt die schöne Rukmini zur Frau und sie denkt an niemanden anders als an ihn. Sie ist aber einem anderen versprochen, Krishnas Cousin Shishupala. Auf Rukminis Wunsch hin entführt Krishna das Mädchen kurz vor der unerwünschten Hochzeit und besiegt ihren Bruder Rukmi im Kampf. Schließlich heiratet er sie, und sie gebiert ihm 10 Söhne. Krishna heiratete noch 16.007 weitere Frauen, sie jedoch blieb seine Hauptfrau.

## Bekannte Namensträgerinnen
- Rukmini Devi Arundale (1904–1986), indische Tänzerin, Politikerin und Theosophin
- Rukmini Vijayakumar, tamilische Schauspielerin und Bharatanatyam-Tänzerin